# Седлачек, Якуб
Якуб Седлачек (чеш. Jakub Sedláček; род. 5 апреля 1990, Злин) — чешский хоккеист, вратарь. Выступал в КХЛ за клубы «Динамо» (Рига) и «Слован Братислава».

## Карьера
Якуб Седлачек является воспитанником клуба «Злин». С 2008 года играл за родной клуб в чешской Экстралиге. После окончания сезона 2012/13, в котором он завоевал серебряную медаль чешского чемпионата, Седлачек перешёл в клуб КХЛ «Динамо» (Рига). В рижской команде Якуб провёл 4 сезона. В сезоне 2017/18 он сменил три команды: «Градец Кралове», «Больцано» и братиславский «Слован». В 2018 году вернулся в «Злин». В январе 2019 года перешёл в «Спарту». В сезоне 2020/21 играл за два клуба: первую половину сезона провёл в составе словацкого «Кошице», потом перебрался в австрийский «Филлах».

## Достижения

### Командные
Серебряный призёр Экстралиги 2013

### Личные
- Лучший вратарь Экстралиги 2009 по проценту отражённых бросков (94.3 %)
- Лучший вратарь Экстралиги 2010 по количеству побед (31 победа)

## Статистика
Обновлено на конец сезона 2020/2021
Всего за карьеру провёл 442 игры (Чешская экстралига — 263, КХЛ — 129, Словацкая экстралига — 23, Австрийская лига — 17, Лига чемпионов — 4, вторая чешская лига — 4, сборная Чехии — 2)